# Llancarfan
Llancarfan és una vil·la rural situada al county borough de Bro Morgannwg, Gal·les. El poblet, situat a l'oest de Y Barri i al costat de Y Bont-faen, disposa d'un Pub i d'una coneguda església parroquial, del segle vi, dedicada a Sant Cadoc, famosa pel seu ensenyament. Cainnech of Aghaboe, Caradoc de Llancarfan i molts altres gal·lesos dedicats a la religió hi han estudiat al llarg del temps. Al cens del 2001, el poble de Llancarfan tenia 736 habitants.
L'espaiosa església, que a l'Edat mitjana tardana pertanyia a l'Abadia de Gloucester, conté una pica baptismal, així com restes molt interessants del cor alt, ara adaptat com a retaule. A principis del 2008, uns arquitectes van descobrir pintures murals d'origen medieval sota capes blanquejadores, inclosa una de les tres úniques representacions de Sant Jordi trobades a les esglésies de Gal·les. Actualment les tasques de conservació i restauració intenten revelar tot el contingut del mural.